# Bellflower (Kalifornien)
Bellflower ist eine Stadt im Los Angeles County des Bundesstaats Kalifornien der Vereinigten Staaten.
Das U.S. Census Bureau hat bei der Volkszählung 2020 eine Einwohnerzahl von 79.190 ermittelt.
Das Stadtgebiet hat eine Größe von 15,9 km².

## Geschichte
Der Name der Stadt leitet sich von der Apfelsorte belle fleur ab. Ursprünglich wurde Bellflower und das benachbarte Paramount von niederländischen, japanischen und portugiesischen Milchbauern bewohnt.

## Söhne und Töchter der Stadt
- Chris Carter (* 1956), Drehbuchautor
- Jody Campbell (* 1960), Wasserballspieler
- Shauna Grant (1963–1984), Pornodarstellerin
- Trevor Hoffman (* 1967), Baseballspieler
- Jeffrey F. Kent (* 1968), Baseballspieler[2]
- Robby Gordon (* 1969), Automobilrennfahrer
- Wendi McLendon-Covey (* 1969), Schauspielerin
- Charles O’Bannon (* 1975), Basketballspieler
- Angela Williams (* 1980), Sprinterin
- Mike Muñoz (* 1983), Fußballspieler
- Angela Haynes (* 1984), Tennisspielerin
- Haley Ishimatsu (* 1992), Wasserspringerin
- Malcolm David Kelley (* 1992), Schauspieler
- Vince Staples (* 1993), Rapper
- Savannah DeMelo (* 1998), Fußballspielerin
- Wyatt Davis (* 1999), American-Football-Spieler